# (11704) Gorin
(11704) Gorin (1998 FZ130) – planetoida z pasa głównego asteroid okrążająca Słońce w ciągu 3,65 lat w średniej odległości 2,37 j.a. Odkryta 22 marca 1998 roku.